# Lluís Llongueras Batlle
Lluís Llongueras Batlle   (Esparreguera, 24 de maig de 1936 - Barcelona, 29 de maig de 2023) fou un perruquer i artista polifacètic (escultor, fotògraf, escriptor i pintor) català. Començà com a ajudant de perruqueria als 14 anys a la prestigiosa perruqueria Can Dalmau. Destacà els aspectes creatius i artístics de la seva professió i la internacionalitzà. Escrigué llibres professionals i col·laborà amb Salvador Dalí en la realització d'una gegantina perruca per al Teatre-Museu Dalí de Figueres, que hi és exposada. Obrí establiments a algunes ciutats d'arreu del món, que gaudeixen de fama internacional. També practicà la fotografia, la pintura, l'escultura i el dibuix. El 2000 va rebre la Creu de Sant Jordi. L'any 2008 rebé la Medalla al treball President Macià.
L'any 1958 establí la seva primera perruqueria a Barcelona, a partir de la qual va anar ampliant el negoci obrint diferents perruqueries arreu del món. El 1968 va enregistrar un disc educacional al segell Belter amb la col·laboració d'Ana Kiro, Alma Maria de "Los 3 Sudamericanos" i Helena Bianco de "Los Mismos", sota el nom "Aumente su Atractivo con los secretos de Llongueras y sus peinados". El 1972 obrí el primer saló de perruqueria unisex d'Espanya. Com a empresari també fou l'impulsor i creador de diverses franquícies en acadèmies i establiments de perruqueria. La marca Llongueras compta amb més de 50 establiments en franquícia a l'estat espanyol i 120 salons arreu del món.
El 2010 va ser acomiadat per la seva pròpia filla mitjançant un burofax. Després d'un conflicte legal, van arribar a un acord amb un intercanvi d'accions i participacions entre les seves societats.